# Michelangelo Grancino
Michelangelo Grancino auch Michel’Angelo Grancini (* um 1605 in Mailand; † 17. April 1669 ebenda) war ein italienischer Organist, Kapellmeister und Komponist.

## Leben
Über seine Jugend und Ausbildung ist nichts bekannt. Er wirkte ab 1622 an verschiedenen Kirchen seiner Heimatstadt. Nach dem Tod von Antonio Maria Turati wurde er 1650 zum Kapellmeister am Mailänder Dom berufen, sein Einkommen stieg von 1500 lire imperiali auf 1800.
Grancino schuf vorwiegend geistliche Musik, darunter etliche Messen, Psalmen und acht Bücher „Concerti sacri“. In diesen Werken war er deutlich als Nachfolger Monteverdis zu erkennen. An weltlichen Werken liegen einige mehrstimmige Madrigale vor. Bis auf einige Instrumentalkompositionen verwendet er in seinem Werk den Generalbass.